# Polyeunoa flynni
Polyeunoa flynni är en ringmaskart som först beskrevs av Benham 1921.  Polyeunoa flynni ingår i släktet Polyeunoa och familjen Polynoidae. Inga underarter finns listade i Catalogue of Life.